# Liste der Brücken über die Surb
Die Liste der Brücken über die Surb enthält die Brücken der Surb in den Schweizer Kantonen Zürich (Wehntal) und Aargau (Surbtal), vom Zusammenfluss zweier Quellbäche in Schöfflisdorf bis zur Mündung bei Döttingen in die Aare.

## Brückenliste
77 Übergänge überqueren den Fluss: 34 Strassen-, 24 Fussgänger-, 14 Feldweg-, vier Eisenbahnbrücken und eine Furt.
| Bild | Name                                          | Ort(e)                        | Lage | Funktion                                                                     | Konstruktion                           | Material   | Länge in m | Höhe m ü. M. | Bemerkungen |
| ---- | --------------------------------------------- | ----------------------------- | ---- | ---------------------------------------------------------------------------- | -------------------------------------- | ---------- | ---------- | ------------ | --- |
|      | Surbgasse-Brücke                              | Schöfflisdorf                 |      | Strassenbrücke (zweispurig) mit Trottoir                                     | Balkenbrücke                           | Beton      | 6          | 464          | - Höchstgeschwindigkeit 50 km/h - Wanderweg |
|      | SBB-Brücke                                    | Schöfflisdorf                 |      | Eisenbahnbrücke (eingleisig)                                                 | Balkenbrücke                           | Beton      | 8          | 463          | - Höchstgeschwindigkeit 90 km/h - Bahnstrecke Oberglatt–Niederweningen |
|      | Schlattbrunnenstrasse-Brücke                  | Oberweningen                  |      | Feldwegbrücke mit Rohrleitung an der Brückenwand                             | Balkenbrücke                           | Beton      | 8          | 461          | - Zufahrtsstrasse zum Tennisclub Wehntal. |
|      | Steg bei Steinbrugg                           | Oberweningen                  |      | Fussgängerbrücke                                                             | Balkenbrücke                           | Stahl Holz | 9          | 458          | |
|      | Brücke bei Steinbrugg                         | Oberweningen                  |      | Feldwegbrücke                                                                | Balkenbrücke                           | Stahl      | 7          | 458          | |
|      | Steg bei Schlattbrunnen                       | Oberweningen                  |      | Fussgängerbrücke                                                             | Balkenbrücke                           | Stahl Holz |            | 457          | |
|      | Schleinikonerstrasse-Übergang                 | Oberweningen                  |      | Lokalstrasse (zweispurig) mit Trottoir                                       | Bachdurchlass                          | Beton      | 8          | 465          | - Höchstgeschwindigkeit 50 km/h - PostAuto-Buslinien 555 (Schöfflisdorf – Oberweningen – Schleinikon) und N51 (Oberglatt – Steinmaur – Schneisingen) - Wanderweg |
|      | Brücke bei Längelen                           | Oberweningen                  |      | Feldwegbrücke                                                                | Balkenbrücke                           | Stahl Holz | 9          | 456          | |
|      | SBB-Übergang                                  | Oberweningen                  |      | Eisenbahnstrecke (eingleisig)                                                | Bachdurchlass                          | Beton      |            | 455          | - Höchstgeschwindigkeit 90 km/h - Bahnstrecke Oberglatt–Niederweningen |
|      | Gänterstrasse-Brücke                          | Oberweningen                  |      | Strassenbrücke (zweispurig)                                                  | Balkenbrücke                           | Beton      | 10         | 455          | - Höchstgeschwindigkeit 50 km/h - Zufahrtsstrasse zum Wohngebäude Wärterhaus 80. |
|      | Rotbuechstrasse-Brücke                        | Wasen                         |      | Strassenbrücke (zweispurig)                                                  | Balkenbrücke                           | Beton      | 7          | 454          | - Höchstgeschwindigkeit 50 km/h |
|      | Dachslernstrasse-Brücke                       | Wasen                         |      | Strassenbrücke (zweispurig) mit Trottoir                                     | Balkenbrücke                           | Beton      | 14         | 453          | - Die Brücke wurde 1973 erbaut. - Höchstgeschwindigkeit 50 km/h - PostAuto-Buslinien 555 (Schöfflisdorf – Oberweningen – Schleinikon) und N51 (Oberglatt – Steinmaur – Schneisingen) |
|      | Messstation-Steg                              | Schleinikon                   |      | Fussgängerbrücke                                                             | Balkenbrücke                           | Stahl      | 8          | 453          | - Der Steg mit Schaltschrank der Firma Nivus wurde 2021 erbaut. - Der private Werksteg ist mit einem abschliessbarem Tor versehen. |
|      | Brücke bei Zopf                               | Schleinikon                   |      | Feldwegbrücke                                                                | Balkenbrücke                           | Beton      | 6          | 453          | |
|      | Surbsteig-Brücke                              | Niederweningen                |      | Feldwegbrücke mit Rohrleitung an der Brückenwand                             | Balkenbrücke                           | Beton      | 9          | 450          | - Allgemeines Fahrverbot |
|      | Mühleweg-Brücke                               | Niederweningen                |      | Fussgängerbrücke                                                             | Balkenbrücke                           | Beton      | 9          | 449          | |
|      | Wehntalerstrasse-Brücke                       | Niederweningen                |      | Strassenbrücke (zweispurig) mit Trottoirs                                    | Balkenbrücke                           | Beton      | 17         | 449          | - Höchstgeschwindigkeit 50 km/h - PostAuto-Buslinie N51 (Oberglatt – Steinmaur – Schneisingen) |
|      | Alte Poststrasse-Brücke                       | Niederweningen                |      | Strassenbrücke (zweispurig)                                                  | Balkenbrücke                           | Beton      | 9          | 448          | - Höchstgeschwindigkeit 50 km/h - Wanderweg |
|      | Gumpenwisenstrasse-Brücke                     | Niederweningen                |      | Strassenbrücke (zweispurig) mit Trottoir                                     | Balkenbrücke                           | Beton      | 9          | 448          | - Höchstgeschwindigkeit 50 km/h |
|      | Sägeweg-Brücke                                | Niederweningen                |      | Fussgänger- und Velobrücke                                                   | Balkenbrücke                           | Beton      | 9          | 447          | - Gemeinsamer Rad- und Fussweg - Metallpoller dienen als Durchfahrtssperre. |
|      | Wehntalerstrasse-Brücke                       | Niederweningen                |      | Strassenbrücke (zweispurig) mit Trottoir                                     | Balkenbrücke                           | Beton      | 14         | 445          | - Die Brücke wurde 2017 erbaut. - Höchstgeschwindigkeit 60 km/h - PostAuto-Buslinie N51 (Oberglatt – Steinmaur – Schneisingen) |
|      | SBB-Brücke                                    | Niederweningen                |      | Eisenbahnbrücke (eingleisig)                                                 | Balkenbrücke                           | Beton      | 13         | 445          | - Höchstgeschwindigkeit 90 km/h - Bahnstrecke Oberglatt–Niederweningen |
|      | Surbgasse-Brücke                              | Niederweningen                |      | Fussgänger- und Velobrücke mit Rohrleitung an der Brückenwand                | Balkenbrücke                           | Beton      | 7          | 445          | - Fahrverbot für Motorwagen und Motorräder |
|      | Murzlenstrasse-Brücke                         | Niederweningen                |      | Strassenbrücke (zweispurig)                                                  | Balkenbrücke                           | Beton      | 9          | 443          | - Höchstgeschwindigkeit 20 km/h: Gesamtes Werkareal - Zufahrtsstrasse zum Bucher Werkareal. |
|      | Murzlenstrasse-Brücke                         | Niederweningen                |      | Strassenbrücke (zweispurig) mit Fussgängermarkierung                         | Balkenbrücke                           | Beton      | 9          | 440          | - Höchstgeschwindigkeit 20 km/h: Gesamtes Werkareal - Private Zufahrtsstrasse zum Bucher Werkareal. |
|      | Murzlenstrasse-Brücke                         | Niederweningen – Schneisingen |      | Strassenbrücke (zweispurig) mit Velostreifenmarkierung und Trottoir          | Balkenbrücke                           | Beton      | 5          | 440          | - Höchstgeschwindigkeit 50 km/h - Veloland-Route 60 Studenland-Töss-Römer-Route (Etappe 1 Koblenz – Bülach) - Wanderweg - Interkantonale Brücke (Kantonsgrenze Zürich – Aargau) |
|      | Brücke bei Bucher Industries                  | Niederweningen – Schneisingen |      | Fussgängerbrücke                                                             | Balkenbrücke                           | Beton      | 5          | 440          | - Private Brücke auf dem Bucher Werkareal. - Interkantonale Brücke (Kantonsgrenze Zürich – Aargau) |
|      | Brücke bei Bucher Industries                  | Niederweningen – Schneisingen |      | Strassenbrücke (zweispurig)                                                  | Balkenbrücke                           | Beton      | 5          | 440          | - Private Brücke auf dem Bucher Werkareal. - Interkantonale Brücke (Kantonsgrenze Zürich – Aargau) |
|      | Brücke beim Biotop                            | Ehrendingen                   |      | Feldwegbrücke                                                                | Balkenbrücke                           | Beton      | 10         | 434          | |
|      | Hochwasserrückhaltebecken Ried-Brücke         | Ehrendingen                   |      | Feldwegbrücke                                                                | Balkenbrücke                           | Beton      | 14         | 433          | - Das Hochwasserrückhaltebecken Ried schützt die Gemeinden Ehrendingen und Lengnau von Überschwemmungen. Hier wird der aktuelle Wasserstand gemessen und die Hochwasserwarnung ausgelöst. |
|      | Furt bei Ried                                 | Ehrendingen                   |      | Feldweg                                                                      | Furt                                   | Erdboden   | 5          | 433          | |
|      | Brücke im Ried                                | Ehrendingen                   |      | Fussgänger- und Velobrücke                                                   | Balkenbrücke                           | Beton      | 14         | 432          | - Gemeinsamer Rad- und Fussweg - Veloland-Route 60 Studenland-Töss-Römer-Route (Etappe 1 Koblenz – Bülach) |
|      | Surbtalstrasse-Brücke                         | Ehrendingen                   |      | Strassenbrücke (zweispurig) mit Trottoirs 284                                | Balkenbrücke                           | Beton      | 17         | 432          | - Höchstgeschwindigkeit 60 km/h - PostAuto-Buslinien 354 (Baden – Niederweningen – Kaiserstuhl), 355 (Döttingen – Endingen – Niederweningen) und N73 (Baden – Ehrendingen – Niederweningen – Endingen – Döttingen – Bad Zurzach) |
|      | Tiefenwaag-Brücke                             | Ehrendingen                   |      | Strassenbrücke (zweispurig) mit schmalen Trottoirs                           | Bogenbrücke                            | Stein      | 15         | 431          | - Die historische Steinbrücke wurde im 18. Jahrhundert erbaut. - Die Brücke ist im Inventar historischer Verkehrswege der Schweiz (IVS) erwähnt. - Höchstgeschwindigkeit 50 km/h |
|      | Brücke bei Rietwiese                          | Lengnau                       |      | Feldwegbrücke                                                                | Balkenbrücke                           | Beton      | 7          | 417          | |
|      | Brücke bei Gwandle                            | Lengnau                       |      | Feldwegbrücke                                                                | Balkenbrücke                           | Holz Beton | 11         | 416          | - Fahrverbot für Motorwagen und Motorräder |
|      | Zufahrtsbrücke zur Rietwiesenstrasse 4/6/8    | Lengnau                       |      | Strassenbrücke (zweispurig)                                                  | Balkenbrücke                           | Beton      | 10         | 416          | - Höchstgeschwindigkeit 30 km/h |
|      | Brücke zur Surbtalstrasse 2/4                 | Lengnau                       |      | Fussgängerbrücke                                                             | Balkenbrücke                           | Stahl      | 9          | 416          | |
|      | Zufahrtsbrücke zur Rietwiesenstrasse 2        | Lengnau                       |      | Strassenbrücke (einspurig)                                                   | Balkenbrücke                           | Stahl      | 7          | 416          | - Private Zufahrt mit abschliessbarem Tor. |
|      | Brunnengasse-Brücke                           | Lengnau                       |      | Strassenbrücke (zweispurig) mit Trottoir                                     | Balkenbrücke                           | Beton      | 11         | 416          | - Höchstgeschwindigkeit 30 km/h |
|      | Brücke beim Mühleweg 1                        | Lengnau                       |      | Fussgängerbrücke                                                             | Balkenbrücke                           | Beton      | 6          | 413          | - Der Übergang ist nicht behindertengerecht (Treppe). |
|      | Brücke beim Schulhaus                         | Lengnau                       |      | Fussgängerbrücke                                                             | Balkenbrücke                           | Stahl Holz | 10         | 413          | - Allgemeines Fahrverbot - Der Übergang ist nicht behindertengerecht (Treppe). |
|      | Zürichstrasse-Brücke                          | Lengnau                       |      | Strassenbrücke (zweispurig) mit Trottoirs                                    | Balkenbrücke                           | Beton      | 13         | 413          | - Höchstgeschwindigkeit 50 km/h - Wanderweg |
|      | Messstation-Steg                              | Lengnau                       |      | Fussgängerbrücke                                                             | Balkenbrücke                           | Stahl      | 11         | 412          | - Die hydrometrische Messstation Nr. 380 des Kantons Aargau (BVU Departement Bau, Verkehr und Umwelt) befindet sich bei der Brücke. |
|      | Surbtalstrasse-Brücke                         | Lengnau                       |      | Strassenbrücke (zweispurig) mit Velostreifenmarkierungen und Trottoir 284    | Balkenbrücke                           | Beton      | 18         | 411          | - Die alte Brücke wurde 2016 ersetzt. - Höchstgeschwindigkeit 80 km/h - PostAuto-Buslinien 352 (Baden – Tiefenwaag – Endingen), 353 (Baden – Freienwil – Endingen – Tegerfelden) und 355 (Döttingen – Endingen – Niederweningen) - Veloland-Route 60 Studenland-Töss-Römer-Route (Etappe 1 Koblenz – Bülach)                                                                                                 |
|      | Steg bei Landstrasse 40                       | Lengnau                       |      | Fussgängerbrücke                                                             | Balkenbrücke                           | Stahl Holz | 10         | 409          | - Der private Übergang ist nicht behindertengerecht (Treppe). |
|      | Landstrasse-Brücke                            | Lengnau                       |      | Strassenbrücke (zweispurig) mit Rohrleitungen an den Brückenwänden           | Bogenbrücke                            | Stein      | 11         | 407          | - Die Brücke ist im Inventar historischer Verkehrswege der Schweiz (IVS) erwähnt. - Höchstgeschwindigkeit 30 km/h |
|      | Brücke bei Unterlengnau                       | Lengnau                       |      | Feldwegbrücke                                                                | Balkenbrücke                           | Stahl Holz | 10         | 407          | - Hinweistafel: Privatweg, Durchgang verboten. |
|      | Gewerbestrasse-Brücke                         | Lengnau                       |      | Strassenbrücke (zweispurig) mit Rohrleitung an der Brückenwand               | Balkenbrücke                           | Beton      | 14         | 404          | - Höchstgeschwindigkeit 50 km/h - Fahrverbot für Lastwagen - Zufahrtsstrasse zu Gebäude Gewerbestrasse 7.3. |
|      | Steg bei Weststrasse                          | Lengnau                       |      | Fussgängerbrücke                                                             | Balkenbrücke                           | Stahl Holz | 9          | 402          | - Der Übergang ist nicht behindertengerecht (Treppenstufen). - Gebotstafel: Mitführen von Hunden richterlich verboten. |
|      | Brücke bei Bunich                             | Lengnau                       |      | Feldwegbrücke                                                                | Balkenbrücke                           | Beton      | 10         | 400          | |
|      | Hochwasserrückhaltebecken Chilwis-Brücke      | Endingen                      |      | Feldwegbrücke                                                                | Balkenbrücke                           | Beton      | 10         | 400          | - Die hydrometrische Messstation Nr. 706 des Kantons Aargau (BVU Departement Bau, Verkehr und Umwelt) befindet sich beim Bauwerk. - Hochwasser der Surb werden in dieser Anlage zurückgehalten und gedrosselt weitergeleitet. Hier wird der aktuelle Wasserstand gemessen und die Hochwasserwarnung ausgelöst.                                                                                               |
|      | Marktgasse-Brücke                             | Endingen                      |      | Strassenbrücke (zweispurig) mit Rohrleitung an der Brückenwand 284           | Balkenbrücke                           | Beton      | 18         | 395          | - Höchstgeschwindigkeit 80 km/h - PostAuto-Buslinien 353 (Baden – Freienwil – Endingen – Tegerfelden), 355 (Döttingen – Endingen – Niederweningen) und 360 (Brugg – Bad Zurzach) |
|      | Brücke bei Schöntal                           | Endingen                      |      | Fussgängerbrücke                                                             | Balkenbrücke                           | Stahl      | 7          | 391          | |
|      | Obere Surbbrücke (Mühlewegbrücke)             | Endingen                      |      | Strassenbrücke (zweispurig)                                                  | Bogenbrücke                            | Stein      | 10         | 389          | - Die Brücke ist im Inventar historischer Verkehrswege der Schweiz (IVS) erwähnt. - Maximale Tragfähigkeit: 16 t - Das Bauwerk ist ein Baudenkmal. - Die Brücke wird saniert. |
|      | Brücke beim Mühleweg 304                      | Endingen                      |      | Feldwegbrücke                                                                | Balkenbrücke                           | Beton      | 13         | 385          | - Privater Übergang mit abschliessbarem Metalltor. |
|      | Mühlewegbrücke                                | Endingen                      |      | Strassenbrücke (zweispurig) mit Trottoir                                     | Balkenbrücke                           | Beton      | 14         | 384          | - Die alte Brücke wurde 2019 ersetzt. - Höchstgeschwindigkeit 50 km/h - Veloland-Route 77 Rigi–Reuss–Klettgau (Etappe 3 Brugg – Bad Zurzach) - Das jüdische Badehaus südöstlich der Brücke ist ein Kulturgut von regionaler Bedeutung. |
|      | Brücke bei Brunnenwiese                       | Endingen                      |      | Fussgängerbrücke                                                             | Balkenbrücke                           | Stahl      | 8          | 383          | - Der Übergang ist nicht behindertengerecht (Treppenstufen). - Der private Steg ist mit einem abschliessbaren Tor versehen. |
|      | Brücke oberhalb der unteren Surbbrücke        | Endingen                      |      | Fussgängerbrücke                                                             | Bogenbrücke mit obenliegender Fahrbahn | Stahl      | 9          | 383          | |
|      | Untere Surbbrücke (Winkelstrasse/Hirschgasse) | Endingen                      |      | Strassenbrücke (zweispurig)                                                  | Bogenbrücke                            | Stein      | 17         | 383          | - Die Brücke wurde 1843 erbaut. - Das Bauwerk wurde 2021 restauriert, verstärkt und unter Denkmalschutz gestellt. - Das Bauwerk ist ein Kulturgut von regionaler Bedeutung. - Die Brücke ist im Inventar historischer Verkehrswege der Schweiz (IVS) erwähnt. - Höchstgeschwindigkeit 50 km/h - Im Volksmund «Weibelbrücke» oder «Raiffeisenbrücke» genannt. - Wanderweg                                     |
|      | Surbtalstrasse-Brücke                         | Endingen                      |      | Strassenbrücke (zweispurig) mit Trottoir 284                                 | Balkenbrücke                           | Beton      | 24         | 382          | - Die 1951 erbaute Brücke wurde 2020 ersetzt. - Höchstgeschwindigkeit 50 km/h |
|      | Brücke bei Rankstrasse                        | Endingen                      |      | Fussgängerbrücke mit Rohrleitungen an den Brückenwänden                      | Bogenbrücke                            | Stein      | 10         | 382          | |
|      | Brücke bei Rankstrasse                        | Endingen                      |      | Strassenbrücke (zweispurig) mit Rohrleitung an der Brückenwand               | Balkenbrücke                           | Beton      | 11         | 381          | - Höchstgeschwindigkeit 50 km/h |
|      | Brücke bei Surbmatte                          | Endingen                      |      | Fussgängerbrücke                                                             | Balkenbrücke                           | Holz       | 12         | 380          | |
|      | Brücke bei Weiherburg                         | Unterendingen                 |      | Fussgängerbrücke                                                             | Balkenbrücke                           | Beton      | 13         | 374          | - Allgemeines Fahrverbot - Der Durchgang über den privaten Steg ist verboten. |
|      | Unterdorfstrasse-Brücke                       | Unterendingen                 |      | Strassenbrücke (zweispurig)                                                  | Bogenbrücke                            | Stein      | 16         | 374          | - Das Brückentragwerk wurde 1734 erbaut. - Die älteste datierte Steinbogenbrücke des Kantons Aargau wurde 2015 unter kantonalen Denkmalschutz gestellt. - Die Brücke wurde 2023/24 restauriert und abgedichtet. - Die Brücke ist im Inventar historischer Verkehrswege der Schweiz (IVS) erwähnt. - Höchstgeschwindigkeit 50 km/h - Wanderweg - Das Abwasserpumpwerk Unterdorf befindet sich bei der Brücke. |
|      | Eggwegli-Brücke                               | Tegerfelden                   |      | Fussgängerbrücke                                                             | Bogenbrücke                            | Stein      | 10         | 358          | - Die historische Brücke aus dem 19. Jahrhundert wurde 2023 saniert. - Das Bauwerk ist ein Baudenkmal. |
|      | Bernerland-Brücke                             | Tegerfelden                   |      | Strassenbrücke (zweispurig)                                                  | Balkenbrücke                           | Stahl      | 16         | 354          | |
|      | Steig-Brücke                                  | Tegerfelden                   |      | Strassenbrücke (zweispurig) 295.1 286                                        | Bogenbrücke                            | Stein      | 17         | 354          | - Die historische Steinbrücke von 1769–1771 wurde 2003 renoviert. - Das Bauwerk ist ein Kulturgut von regionaler Bedeutung. - Höchstgeschwindigkeit 50 km/h |
|      | Brücke bei Pfisteri                           | Tegerfelden                   |      | Fussgängerbrücke                                                             | Balkenbrücke                           | Stahl      | 12         | 344          | - Hinweistafel: Privatweg, Durchgang erlaubt, Benützung auf eigene Gefahr. - Ein neuer Weg soll über die Brücke zur Burgruine Tegerfelden führen. |
|      | Messstationsteg                               | Döttingen                     |      | Fussgängerbrücke                                                             | Balkenbrücke                           | Stahl      | 12         | 334          | - Die hydrometrische Messstation Nr. 358 des Kantons Aargau (BVU Departement Bau, Verkehr und Umwelt) befindet sich bei der Brücke. - Privater Werksteg mit abschliessbarem Tor. |
|      | Brücke bei Surbe                              | Döttingen                     |      | Feldwegbrücke                                                                | Balkenbrücke                           | Stahl Holz | 10         | 333          | - Maximale Tragfähigkeit: 8 t |
|      | Brücke bei Hinterhof                          | Döttingen                     |      | Fussgängerbrücke                                                             | Balkenbrücke                           | Stahl      | 18         | 326          | - Verbot für Fussgänger - Privater Steg mit abschliessbarem Tor. |
|      | Risistrasse-Brücke                            | Döttingen                     |      | Strassenbrücke (zweispurig)                                                  | Bogenbrücke                            | Stein      | 30         | 321          | - Die historische Steinbrücke wurde 1827/28 erbaut. - Die Brücke wurde 2019/20 restauriert. - Das Bauwerk ist ein Kulturgut von regionaler Bedeutung. - Die Brücke ist im Inventar historischer Verkehrswege der Schweiz (IVS) erwähnt. - Höchstgeschwindigkeit 50 km/h |
|      | Aaretalstrasse-Brücke                         | Döttingen                     |      | Strassenbrücke (zweispurig) mit abgetrenntem Trottoir 113                    | Balkenbrücke                           | Beton      |            | 328          | - Höchstgeschwindigkeit 60 km/h |
|      | SBB-Brücke                                    | Döttingen                     |      | Eisenbahnbrücke (eingleisig)                                                 | Bogenbrücke                            | Stein      |            | 331          | - Höchstgeschwindigkeit 125 km/h - Bahnstrecke Turgi–Koblenz–Waldshut |
|      | Badstrasse-Brücke                             | Döttingen                     |      | Strassenbrücke (zweispurig) mit Trottoirs und Rohrleitung an der Brückenwand | Balkenbrücke                           | Stahl      |            | 319          | - Höchstgeschwindigkeit 30 km/h - Wanderweg |